# Antiespasmódico
Os antiespasmódicos (também chamados de espasmolíticos ou antiespásticos) são uma classe de fármacos que inibe a motilidade da musculatura visceral. O efeito produzido é o de prevenir a ocorrência de espasmos no estômago, intestino, útero ou bexiga.
Um tipo de antiespasmódico é usado para o relaxamento do músculo liso, especialmente em órgãos tubulares como o tubo digestivo. Ambas as drogas diciclomina e hiosciamina são antiespasmódicas devido a sua ação anticolinérgica. Ambas têm efeitos colaterais gerais e podem piorar uma doença de refluxo gastroesofágico.